# TV3CAT
TV3CAT, fino il 28 maggio 2009 Televisió de Catalunya Internacional (TVCi), è il canale spagnolo internazionale in chiaro in lingua catalana della Televisió de Catalunya, appartenente alla Corporació Catalana de Mitjans Audiovisuals.